# Malagarasi
Der Malagarasi (veraltet Mlagarassi) ist ein Fluss in Ostafrika. Seine Quelle liegt in Tansania (Region Kigoma) nahe der Grenze zu Burundi, etwa 50 km nordöstlich des Tanganjikasees auf einer Höhe von 1650 Metern.

## Verlauf
Er fließt zunächst nach Nordosten weg vom Tanganjikasee und bildet auf etwa 110 km die Landesgrenze zwischen Tansania und Burundi, um dann in einem großen Bogen zunächst nach Südosten, dann in westliche Richtung zu ihm zurückzukehren. Er hat eine Länge von 475 Kilometern.

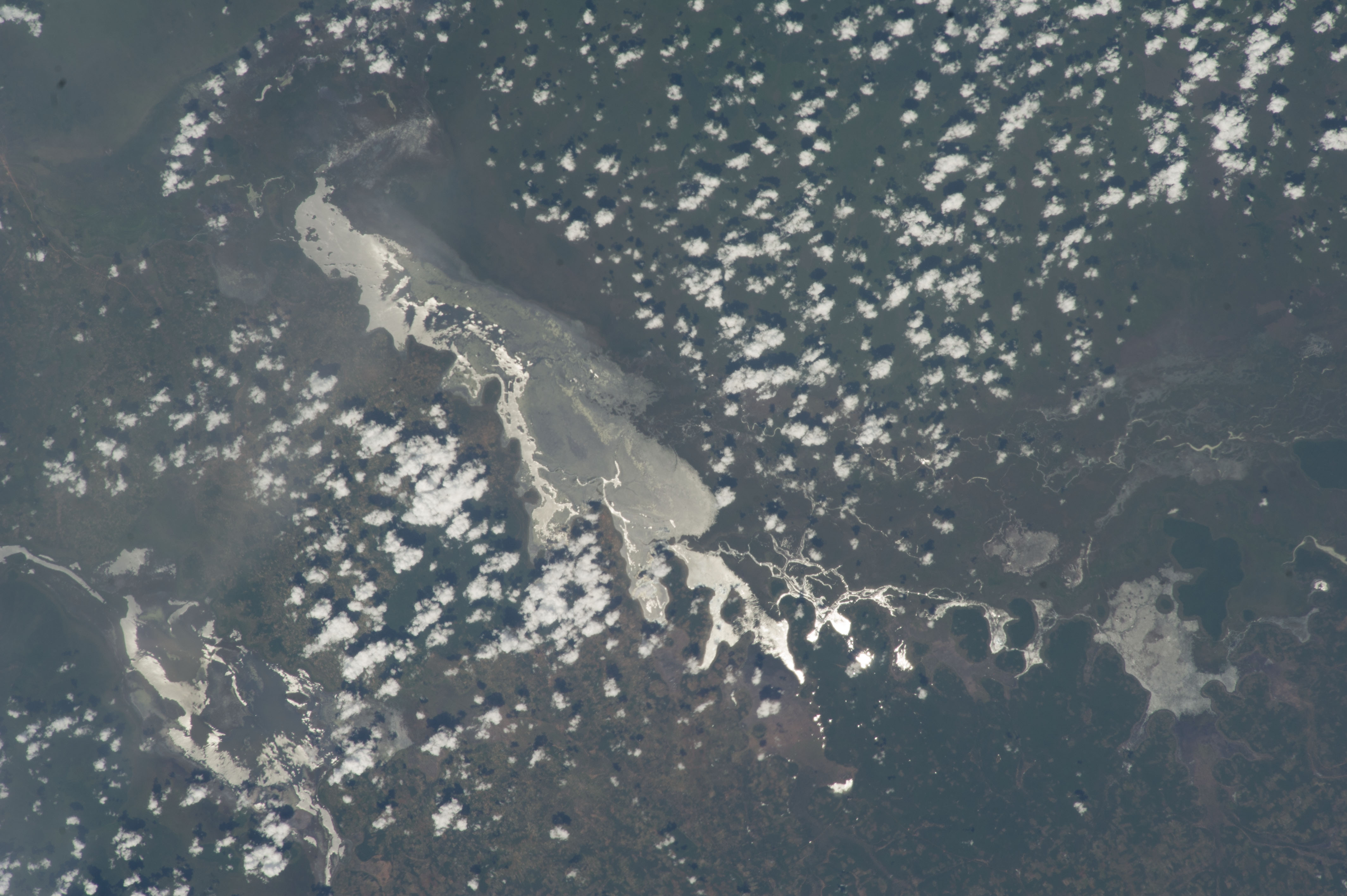
Malangarasi-Moyowosi-Sümpfe

Etwa 80 Kilometer vor dem Erreichen der Mündung in den Tanganjikasee, 45 km südlich der Hafenstadt Kigoma, wird der Malagarasi durch nach oben gedrückte Randschollen des Ostafrikanischen Graben aufgestaut und bildet ein ausgedehntes Sumpfland (Malangarasi-Moyowosi-Sümpfe), in dem der Fluss einen Großteil der mitgeführten Sedimente und organischen Materialien ablagert. Die Sümpfe liegen 1200 Meter über dem Meer und nehmen eine Fläche von 3,25 Millionen Hektar ein, davon sind 250.000 Seen und Sümpfe, die auch während der Trockenzeit Wasser führen. Das Sumpfgebiet wurde in die Ramsar-Konvention zum Schutz von Feuchtgebieten aufgenommen. Die Landschaft im Einzugsgebiet des Malagarasi wird vom Miombo-Waldsavannentyp (Baumsavanne) bestimmt.

## Hydrometrie
Das Einzugsgebiet des Malagarasi umfasst 130.000 Quadratkilometer und ist damit nach dem Rufiji das zweitgrößte Tansanias. Die jährliche Wassermenge wird bei Mberagule mit 6,9 Kubikkilometern gemessen; er stellt damit neben dem Ruzizi den bedeutendsten Zufluss des Tanganjikasees dar.
Die Abflussmenge des Malagarasi wurde am Pegel Mberagule über die Jahre 2010 bis 2019, kurz vor der Mündung, in m³/s gemessen. Es ist anzumerken, dass in den niederschlagsreichen Jahren 2017 und 2018 während der Regenzeit eine Datenlücke in den Aufzeichnungen ist. Es ist entsprechend möglich, dass die Maximalwerte höher liegen.

## Fauna
Die Fauna des Malagarasi wird vom Wechsel zwischen schnell fließenden Abschnitten mit erheblichem Gefälle im Oberlauf und am Rand des Ostafrikanischen Grabens und dem fast stehenden Wasser in den Sumpfzonen bestimmt. In den strömenden Bereichen leben Buntbarsche wie Orthochromis kasuluensis, O. rubrolabialis und O. uvinzae, außerdem afrikanische Saugwelse (Chiloglanis) und verschiedene Karpfenfische aus den Gattungen Opsaridium und Raiamas, die hier etwa die ökologische Rolle der europäischen Forellen einnehmen. In den ruhigeren Gewässerabschnitten kommen größere Buntbarsche aus der Gattung Oreochromis sowie Astatoreochromis straeleni und Astatotilapia bloyeti vor, direkt im Mündungsgebiet die kleine Buntbarschart Telmatochromis devosi. Die Saisonfische der Gattung Nothobranchius und die Lungenfische können auch ein Austrocknen der Gewässer als Art überstehen, erstere durch Dauereier, die sie vor dem Austrocknen in den Boden gelegt haben, letztere indem sie die Trockenzeit in einem Kokon im Boden überdauern. Die für die menschliche Ernährung wichtigsten Fische des Malagarasi sind der einen Meter lang werdende Raubwels Clarias gariepinus und der große Buntbarsch Oreochromis malagarasi. Insgesamt wird der Malagarasi von 108 Fischarten bewohnt, die zu 48 Gattungen aus 20 Fischfamilien gehören. Von diesen Arten haben 15 % eine kongolesische Herkunft, 7 % stammen aus dem Einzugsgebiet des Viktoriasees und des Nils.